# Brachyhypopomus cunia
Brachyhypopomus cunia é um gênero de peixe, que foi descrito pela primeira vez por Crampton, de Santana, Waddell e Lovejoy, em 2017. Brachyhypopomus cunia pertence ao gênero Brachyhypopomus e à família Hypopomidae.
São encontrados na América do Sul, mais especificamente, no Brasil.